# BibleTime
BibleTime es un aplicación completamente libre de estudio de la Biblia. La interfaz de programa está construida con el Framework Qt, que funciona con varios sistemas operativos incluyendo Linux, Windows, FreeBSD y Mac OS X. El programa usa la biblioteca de programación Sword (La Espada) para trabajar con sobre 200 textos bíblicos libres, incluyendo comentarios, diccionarios y libros, provistos por la Sociedad Bíblica Crosswire.

## Historia
El proyecto inicio en junio de 1999 por Thomas Hagedorn, Thorsten Uhlmann y Joachim Ansorg, quienes comenzaron a trabajar en la aplicación.
Entre sus funciones, soporta impresión, búsqueda y un editor simple para notas personales